# Suðuroy
Suðuroy (en danès Suderø) és l'illa més meridional de l'arxipèlag de les Fèroe. Té una superfície de 163,7 km² i una població de 4.603 habitants (2020). El seu nom significa literalment "illa del sud". L'illa forma una regió administrativa pròpia juntament amb l'illot de Lítla Dímun. Aquestes dues illes estan separats per l'estret anomenat Suðuroyarfjørður.

## Geografia
El punt més alt de l'illa és la muntanya Gluggarnir (610 m), tot i que el cim més emblemàtic és sens dubte el Beinisvørð, situat al nord-oest del poble de Sumba. El Beinisvørð i els seus paisatges van ser motiu d'inspiració per al poeta local Poul F. Joensen (1898-1970), així com per a altres poetes feroesos. Suðuroy és l'illa que té més illots i esculls: un total de 263, inclosa la mateixa illa de Suðuroy.
Suðuroy és també l'única illa de les 18 que conformen les Fèroe que té mines de carbó, una de les quals encara és activa. Es troba a Hvalba, prop del túnel que connecta aquesta població amb el resta de l'illa. Les altres mines de carbó les trobem a Rangabotnur en Trongisvágur (al costat sud de Trongisvágsfjørður) i a Fámjin.
Les poblacions de Suðuroy són les següents (llistats de nord a sud): Sandvík (restablerta com a lloc habitat a principis del segle xix), Hvalba, Froðba, Tvøroyri, Trongisvágur, Øravík, Fámjin, Hov, Porkeri, Vágur, Fámara (restablerta el 2010), Akrar, Lopra i Sumba. Existia un altre nucli habitat, Víkarbyrgi, però va ser abandonat a la dècada de 1990. Se sap que existia un altre assentament, Akraberg, que va ser abandonat al voltant de 1350 a causa de la pesta negra.
A principis del segle XX es van fundar dues poblacions: Botni, al nord-oest de Vágur, i Tjaldavík, situat en una badia al sud-est de Øravík. Tots dos llocs van ser abandonats posteriorment.

## Fauna
La part occidental de l'illa ha estat identificada per la BirdLife International com una zona important de nidificació i cria d'aus marines. Hi ha fulmars (100.000 parelles), ocells de tempesta europeus (2500 parelles), corbs marins (200 parelles), gavinetes de tres dits (39.000 parelles), frarets (20.000 parelles), Somorgollaires comuns (31.900 individus) i Somorgollaire alablancs (400 parelles).